# باد برلبورگ
شهر باد برلبورگ (به آلمانی: Bad Berleburg) در ایالت نوردراین-وستفالن و منطقه زیگن-ویتگنشتاین در کشور آلمان واقع شده است. . باد برلبورگ یکی از بزرگ‌ترین شهرستانهای این منطقه است.

## نگارخانه

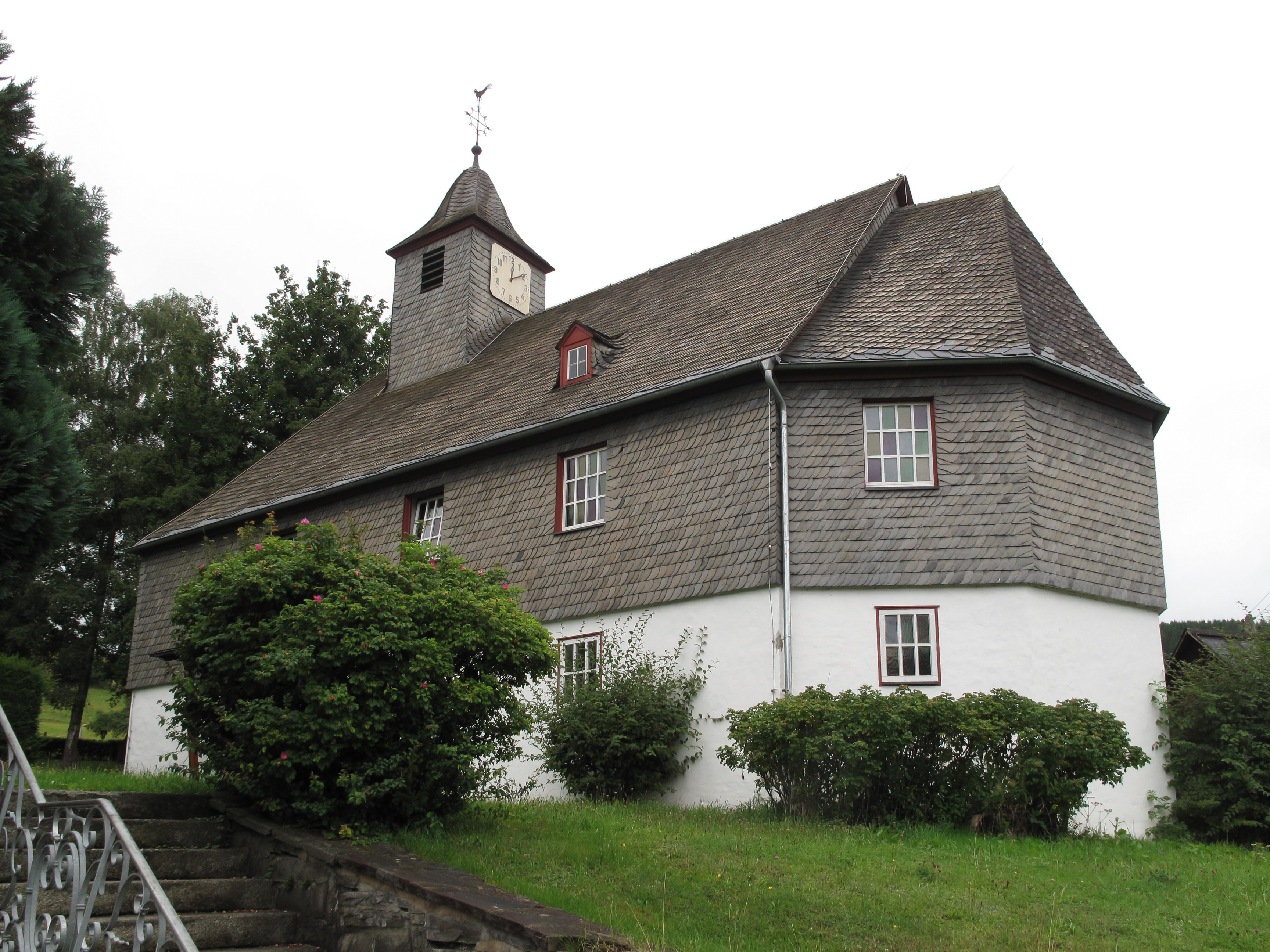
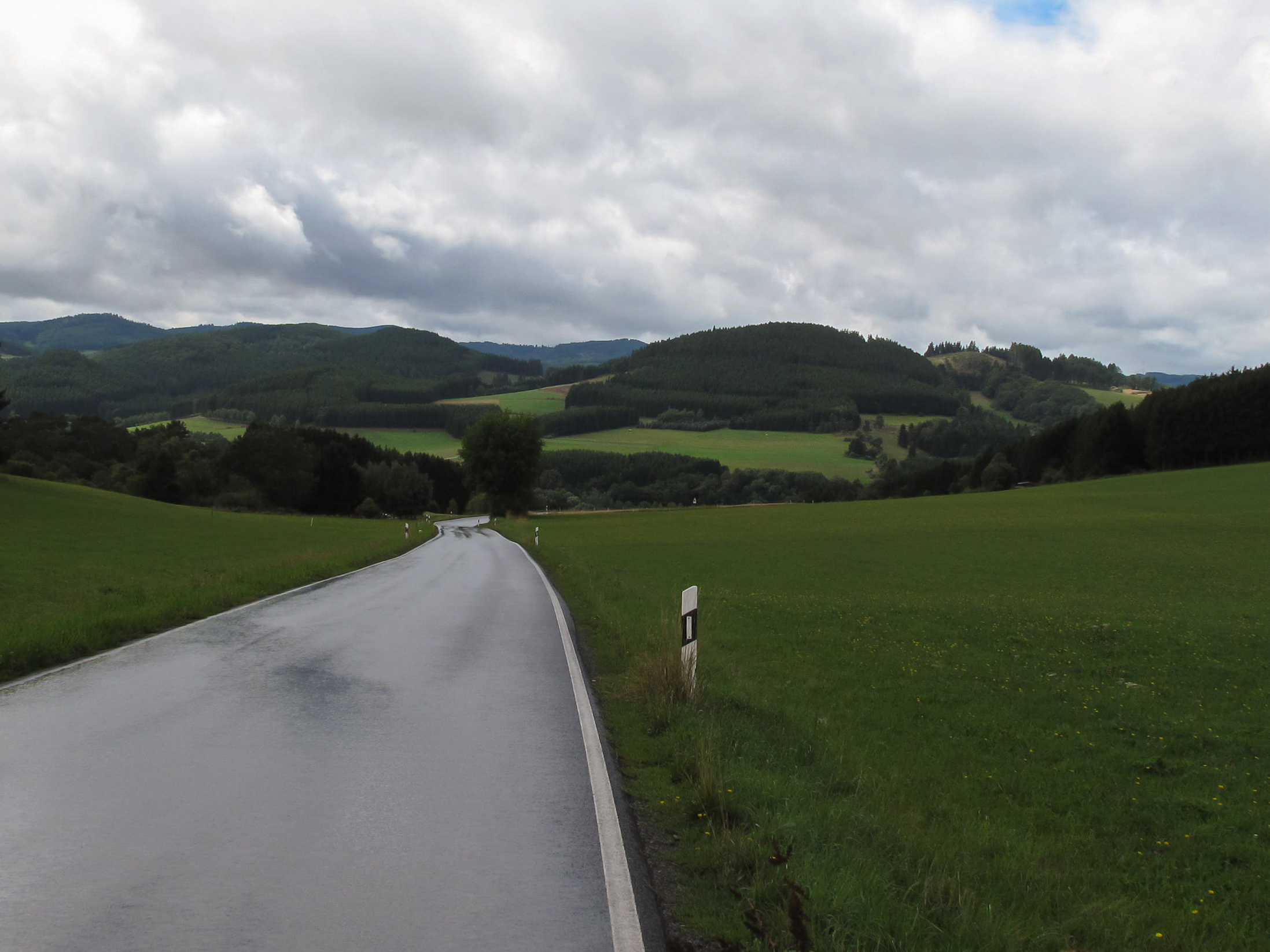
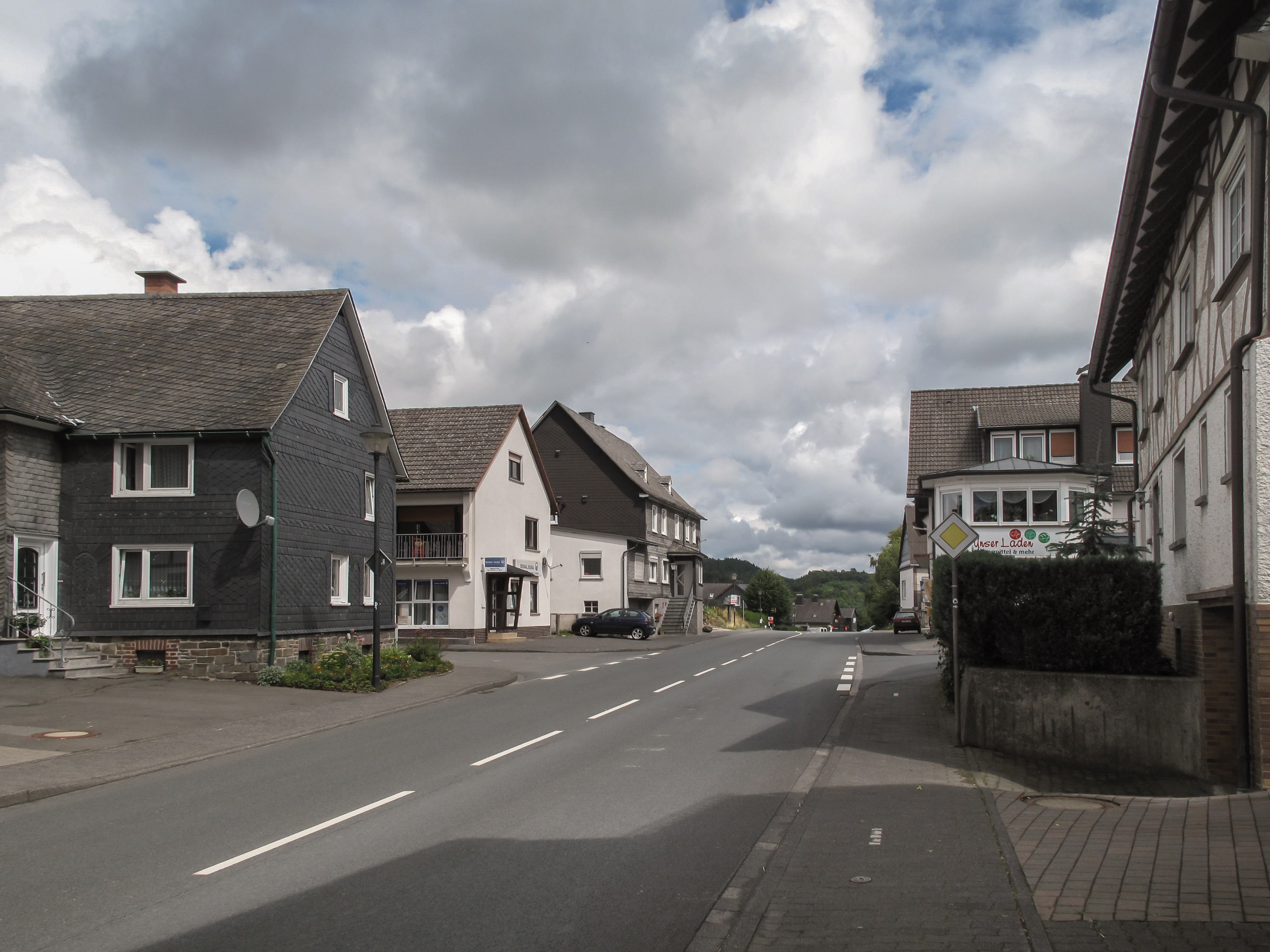
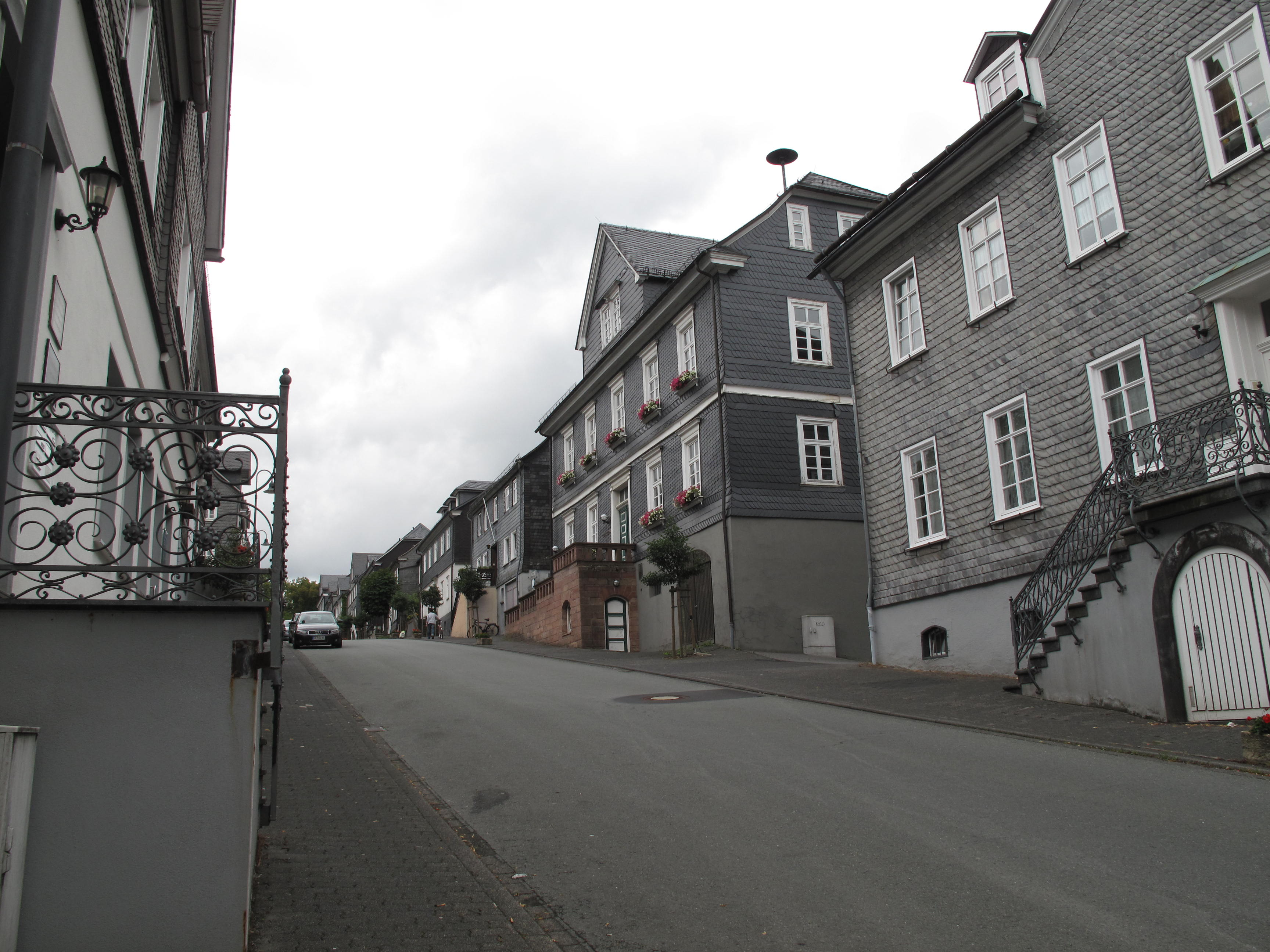
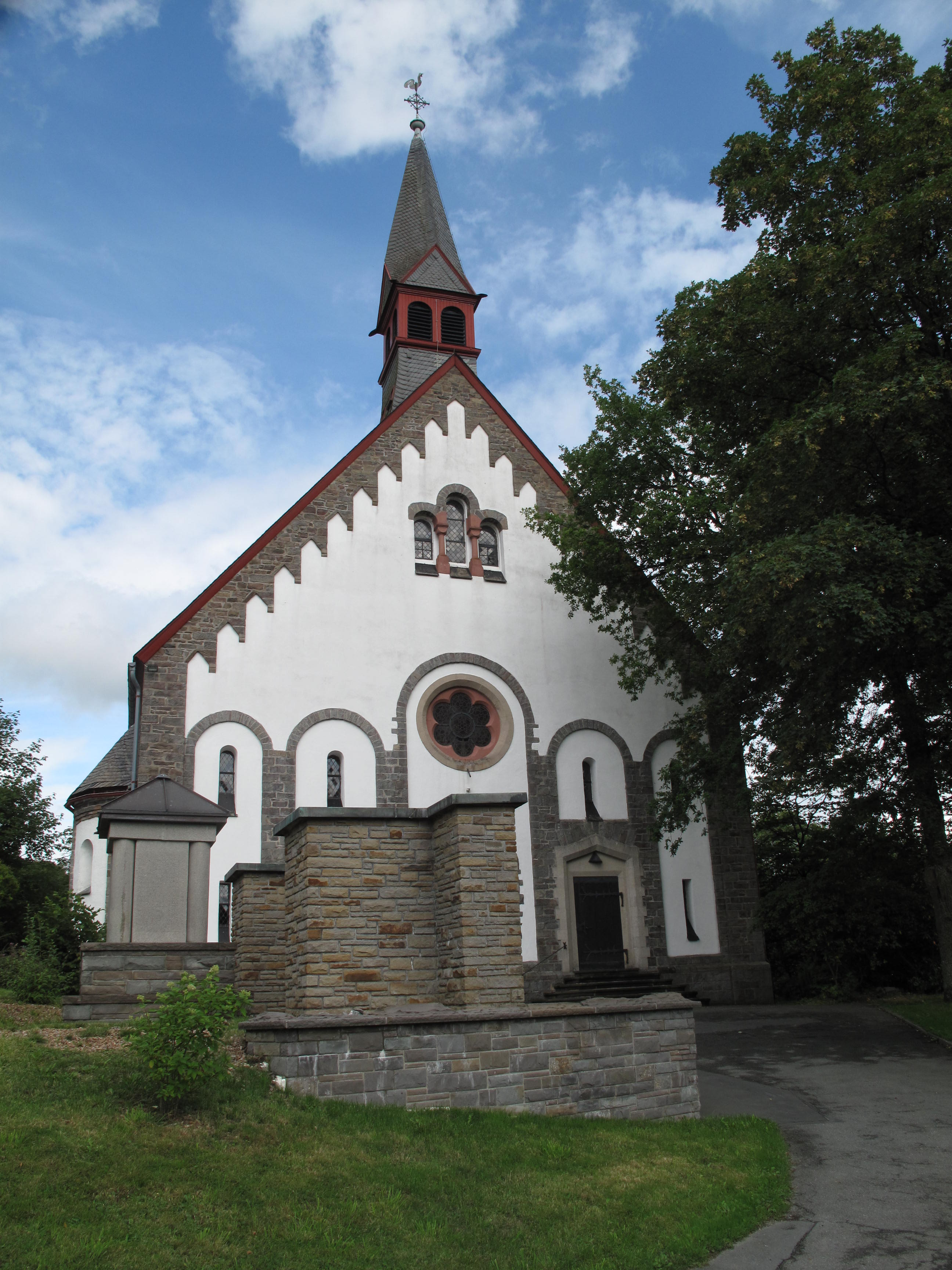
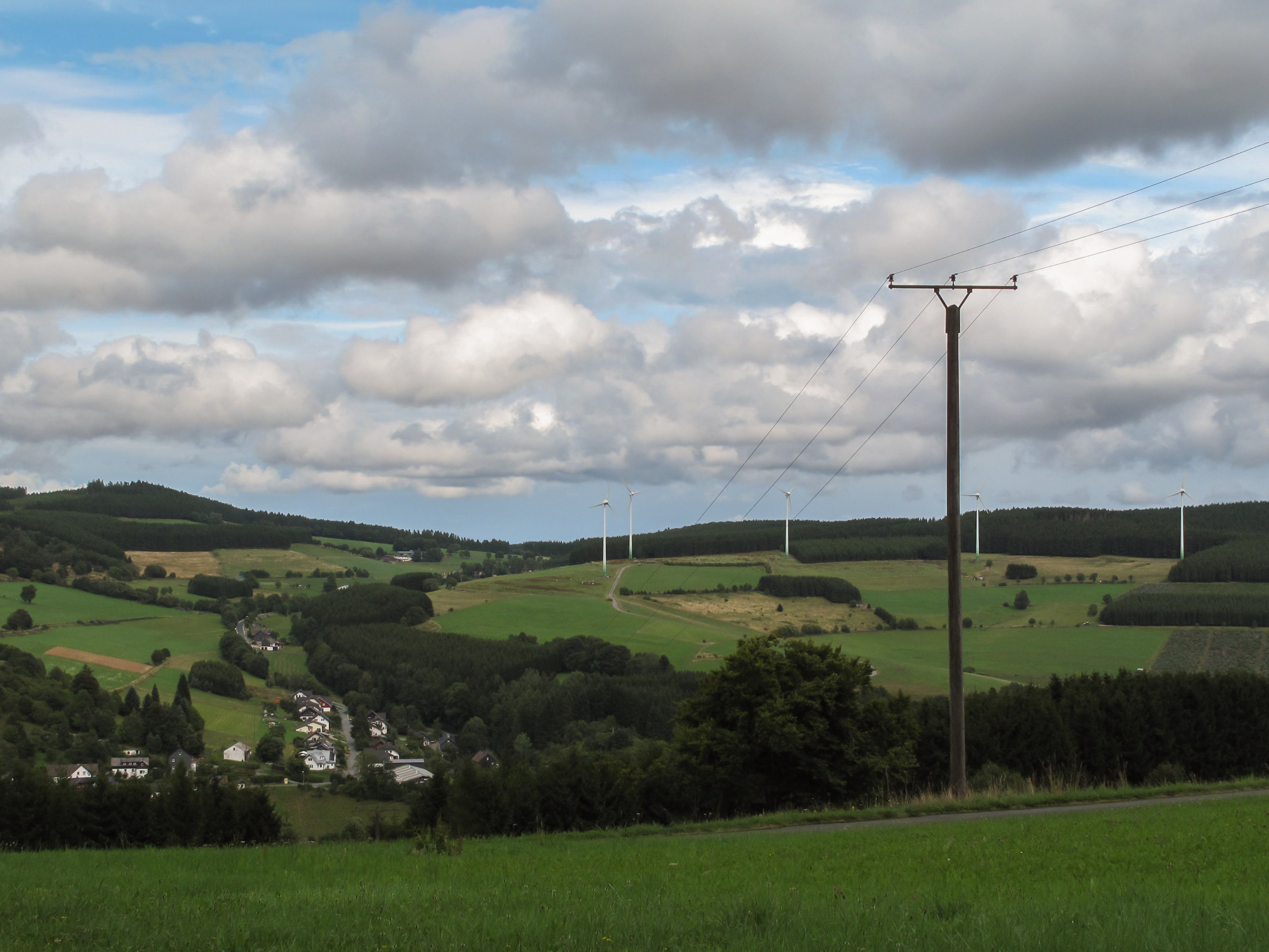